# Ponte Nova
Ponte Nova es un municipio brasileño del estado de Minas Gerais. Su población estimada en 2018 es de 91 605 habitantes, según el Instituto Brasileño de Geografía y Estadística (IBGE).

## Historia
La ciudad fue fundada hacia 1770 con la construcción de la capilla de São Sebastião e Almas de Ponte Nova a orillas del río Piranga. La construcción de un puente en la ruta hacia Espírito Santo y la fertilidad del suelo, motivaron el crecimiento del poblado inicial. En 1832 se creó la parroquia de Ponte Nova y en 1883 se instaló un ingenio azucarero. En 1891 Ponte Nova se transformó en distrito del municipio de Mariana, alcanzando posteriormente la autonomía.

## Demografía
Ponte Nova del Población 91.805 2010:
Urbana:63.041
Rural:17.215
Mujeres:33.798
Hombres:31.909

## Clima
Según la clasificación climática de Köppen, el municipio se encuentra en el clima tropical de altitud Cwa.